# Сфинту-Іліє
Сфинту-Іліє (рум. Sfântu Ilie) — село у повіті Сучава в Румунії. Входить до складу комуни Шкея.
Село розташоване на відстані 355 км на північ від Бухареста, 3 км на південний захід від Сучави, 116 км на північний захід від Ясс.

## Населення
За даними перепису населення 2002 року у селі проживали 2809 осіб. Рідною мовою 2803 особи (99,8%) назвали румунську.
Національний склад населення села:
| Національність | Кількість осіб | Відсоток |
| -------------- | -------------- | -------- |
| румуни         | 2799           | 99,6%    |
| німці          | 6              | 0,2%     |